# Шато ди Лоар
Шато ди Лоар (фр. Château-du-Loir) насеље је и општина у западној Француској у региону Лоара, у департману Сарт која припада префектури Ман.
По подацима из 2011. године у општини је живело 4732 становника, а густина насељености је износила 449 становника/km². Општина се простире на површини од 11,46 km². Налази се на средњој надморској висини од 101 метар (максималној 131 m, а минималној 44 m).

## Демографија
| 1962. | 1968. | 1975. | 1982. | 1990. | 1999. | 2011. |
| ----- | ----- | ----- | ----- | ----- | ----- | ----- |
| 4.707 | 5.436 | 5.772 | 5.617 | 5.473 | 5.148 | 4.732 |

График промене броја становника у току последњих година